# Black Lake (Marchington River)
Black Lake är en sjö i Kanada.   Den ligger i Kenora District och provinsen Ontario, i den sydöstra delen av landet, 1 300 km väster om huvudstaden Ottawa. Black Lake ligger 366 meter över havet. Arean är 1,1 kvadratkilometer. Den sträcker sig 1,5 kilometer i nord-sydlig riktning, och 1,9 kilometer i öst-västlig riktning. Dess utflöde går via Botsford Lake till Marchington River.
I omgivningarna runt Black Lake växer i huvudsak blandskog. Trakten runt Black Lake är nära nog obefolkad, med mindre än två invånare per kvadratkilometer.